# Rudy Molard
Rudy Molard (Gleizé, 17 settembre 1989) è un ciclista su strada francese che corre per il team Groupama-FDJ. È professionista dal 2012.

## Carriera
Passa professionista nel 2012, a 23 anni, con la Cofidis, dopo alcuni mesi da stagista a fine 2011 sempre presso la stessa squadra. Nel 2014 si piazza secondo in una frazione della Volta Ciclista a Catalunya e quarto e miglior giovane al Tour de Luxembourg. Coglie la sua prima vittoria da pro nel 2015, in una tappa del Tour du Limousin, corsa che conclude al terzo posto nella generale. 
Nel 2018 si impone in una tappa della Parigi-Nizza e poi conquista la maglia di capoclassifica alla Vuelta a España nel corso della quinta frazione, sfilandola a Michał Kwiatkowski, grazie al suo inserimento nella fuga di giornata. Perde la maglia al termine della nona tappa con arrivo in salita alla Covatilla: continua a curare la classifica generale concludendo la corsa spagnola al quattordicesimo posto. Nello stesso anno viene convocato per la prova in linea dei campionati del mondo a Innsbruck.
Nel 2019 è settimo alla Parigi-Nizza e decimo al Giro di Lombardia; è poi ancora settimo alla Parigi-Nizza nell'edizione 2020 della corsa. Nel 2021 è vice-campione nazionale in linea, battuto dal solo Rémi Cavagna.
Nel 2022 nella quinta tappa della Vuelta a España, vinta da Marc Soler conquista la maglia Roja che contraddistingue il leader della classifica generale.

## Palmarès
- 2015 (Cofidis, una vittoria)

3ª tappa Tour du Limousin (Saint-Dizier-Leyrenne > Aigurande)
- 2018 (Groupama-FDJ, una vittoria)

6ª tappa Parigi-Nizza (Sisteron > Vence)

### Altri successi
- 2012 (Cofidis)

Classifica scalatori Tour de l'Ain
- 2014 (Cofidis, Solutions Crédits)

Classifica giovani Tour de Luxembourg

## Piazzamenti

### Grandi Giri
- Giro d'Italia

2017: 44º
2021: 37º
2023: 69º
- Tour de France

2013: 73º
2014: 51º
2017: 36º
2018: 38º
2019: 33º
2020: 39º
- Vuelta a España

2012: 113º
2016: 30º
2018: 14º
2021: ritirato (16ª tappa)
2022: 30º
2023: 29º

### Classiche monumento
- Milano-Sanremo

2023: 30º
- Giro delle Fiandre

2020: 40º
- Liegi-Bastogne-Liegi

2014: 16º
2015: 28º
2016: 90º
2017: 17º
2018: 26º
2019: 25º
2020: 13º
2021: 62º
2022: 17º
2023: 33º
2025: 56º
- Giro di Lombardia

2016: 17º
2017: 25º
2019: 10º
2020: 21º
2022: 8º
2023: 39º
2024: 25º

### Competizioni mondiali
- Campionati del mondo

Copenaghen 2011 - Cronometro Under-23: 10º
Copenaghen 2011 - In linea Under-23: 77º
Innsbruck 2018 - In linea Elite: 31º
Imola 2020 - In linea Elite: 19º
Zurigo 2024 - In linea Elite: 61º

### Competizioni europee
- Campionati europei

Offida 2011 - Cronometro Under-23: 9°
Offida 2011 - In linea Under-23: 6°